# Record de France de natation dames du 4 × 50 mètres nage libre
Progression du record de France de natation sportive dames pour l'épreuve du 4 × 50 mètres nage libre (en bassin de 25 mètres uniquement).

## Bassin de 25 mètres
| Temps         | Laps    | Athlète                 | Naissance | Âge | Équipe | Compétition               | Lieu     | Date             |
| ------------- | ------- | ----------------------- | --------- | --- | ------ | ------------------------- | -------- | ---------------- |
| 1 min 38 s 74 |         |                         |           |     |        | Championnats d'Europe (f) | Helsinki | 8 décembre 2006  |
|               | 24 s 64 | Alena Popchanka         | 1979      | 27  |        |                           |          |                  |
|               | 24 s 34 | Malia Metella           | 1982      | 24  |        |                           |          |                  |
|               | 25 s 14 | Camille Muffat          | 1989      | 18  |        |                           |          |                  |
|               | 24 s 62 | Céline Couderc          | 1983      | 24  |        |                           |          |                  |
| 1 min 38 s 33 |         |                         |           |     |        | Championnats d'Europe (f) | Debrecen | 14 décembre 2007 |
|               | 24 s 90 | Alena Popchanka         | 1979      | 28  |        |                           |          |                  |
|               | 24 s 55 | Céline Couderc          | 1983      | 24  |        |                           |          |                  |
|               | 24 s 72 | Hanna Lorgeril-Shcherba | 1982      | 25  |        |                           |          |                  |
|               | 24 s 16 | Malia Metella           | 1982      | 25  |        |                           |          |                  |